# Utrera
Utrera er en by og kommune i det sydlige Spanien i provinsen Sevilla. Den har et indbyggertal på 52.173 (2024) indbyggere.